# راشيان هيبورن-مورفي
راشيان ماركوس أماري هيبورن-مورفي (بالإنجليزية: Rushian Hepburn-Murphy)‏ (مواليد 19 سبتمبر 1998) هو لاعب كرة قدم إنجليزي يلعب حاليًا لصالح نادي أستون فيلا.

## روابط خارجية
- راشيان هيبورن-مورفي على موقع قاعدة بيانات كرة القدم.إي يو (الإنجليزية)
- راشيان هيبورن-مورفي على موقع Soccerbase.com (لاعب) (الإنجليزية)
- راشيان هيبورن-مورفي على موقع Soccerway.com (الإنجليزية)
- راشيان هيبورن-مورفي على موقع عالم كرة القدم.نت (الإنجليزية)